# Pancho Negro
Pancho Negro ist eine Ortschaft und eine Parroquia rural („ländliches Kirchspiel“) im Kanton La Troncal der ecuadorianischen Provinz Cañar. Die Parroquia besitzt eine Fläche von 161,03 km². Die Einwohnerzahl lag im Jahr 2010 bei 9014.

## Lage
Die Parroquia Pancho Negro liegt in der Küstenebene westlich der Anden. Entlang der südlichen Verwaltungsgrenze fließt der Río Cañar nach Westen. Der Río Cochancay begrenzt die Parroquia im Nordosten. Der etwa 31 m hoch gelegene Verwaltungssitz befindet sich 12 km westsüdwestlich vom Kantonshauptort La Troncal. Die Fernstraße E58 (La Troncal–Puerto Inca) führt durch Pancho Negro.
Die Parroquia Pancho Negro grenzt im Norden und im Osten an die Parroquias Manuel de J. Calle und La Troncal, im Süden an die Parroquias San Antonio (Kanton Cañar), Molleturo (Kanton Cuenca, Provinz Azuay) und San Carlos (Kanton Naranjal, Provinz Guayas) sowie im Westen und im Nordwesten an die Parroquia Taura (Kanton Naranjal, Provinz Guayas).

## Orte und Siedlungen
In der Parroquia gibt es folgende Orte:
- 10 de Agosto (437 Einwohner)
- Agrorío (76 Einwohner)
- Ana Luisa (500 Einwohner)
- Ananias (100 Einwohner)
- Barranco Amarillo (98 Einwohner)
- Cuarenta Cuadras (80 Einwohner)
- El Cisne (480 Einwohner)
- El Ruidoso (12 Einwohner)
- El Tropezon – Montecarlo (76 Einwohner)
- La Conformidad (100 Einwohner)
- La Envidia (210 Einwohner)
- La Lambada (40 Einwohner)
- La Puntilla (4417 Einwohner)
- Mata de Platano (50 Einwohner)
- Montecarlo km 14 (98 Einwohner)
- Normita (80 Einwohner)
- Pancho Negro (1133 Einwohner)
- Pancho Negro Viejo (24 Einwohner)
- San José km 12 (70 Einwohner)
- San Luis (621 Einwohner)
- San Martín (96 Einwohner)
- San Vicente (120 Einwohner)
- Virgen de la Nube – Cruz Verde (96 Einwohner)

## Geschichte
Die Gründung der Parroquia Pancho Negro im Kanton Cañar wurde am 22. Juli 1961 im Registro Oficial N° 271 bekannt gegeben und damit wirksam. Zuvor gehörte Pancho Negro zur Parroquia Manuel de J. Calle. Am 22. September 1983 wurde die Parroquia Teil des neu geschaffenen Kantons La Troncal.